# Pao (pez)
Pao es un género de peces actinopeterigios de agua dulce, distribuidos por ríos y lagos del sureste de Asia y de islas de Indonesia. Género de reciente creación, la mayoría de sus especies antes encuadradas en el género Tetraodon de esta misma familia.

## Especies
Existen 13 especies reconocidas en este género:
- Pao abei (Roberts, 1998)
- Pao baileyi (Sontirat, 1985)
- Pao bergii (Popta, 1905)
- Pao brevirostris (Benl, 1957)
- Pao cambodgiensis (Chabanaud, 1923)
- Pao cochinchinensis (Steindachner, 1866)
- Pao fangi (Pellegrin & Chevey, 1940)
- Pao hilgendorfii (Popta, 1905)
- Pao leiurus (Bleeker, 1850)
- Pao ocellaris (Klausewitz, 1957)
- Pao palembangensis (Bleeker, 1851)
- Pao suvattii (Sontirat & Soonthornsatit, 1985)
- Pao turgidus (Kottelat, 2000)